# 木浦远东广播
木浦远东广播（韓語：목포극동방송）是位于韩国全罗南道木浦市的远东广播公司的地方制作中心。

## 所在地
- 全罗南道木浦市上洞878-9（878-9, Sang-dong, Mokpo-si, Jeollanam-do 530-822, KOREA.）

## 沿革
- 2001年4月2日 - 开局（呼号为HLKW-FM）。

## 广播频率
| 发射地 | 呼号    | 频率        | 发射功率 |
| 陽乙山 | HLKW-FM | FM 100.5MHz | 1kW      |